# Axel Persson
Axel Wilhelm Persson (* 23. Januar 1888 in Eskilstuna; † 2. September 1955 in Västerhaninge) war ein schwedischer Radrennfahrer.
Axel Persson war als Amateur-Radrennfahrer von ca. 1910 bis 1920 aktiv. In diesen Jahren wurde er allein neunmal schwedischer Meister, in den Disziplinen Sprint, Einzelzeitfahren und Mannschaftszeitfahren. 1914 gewann er zudem das wichtige schwedische Straßenrennen Rund um Mälaren. 1919 wurde er zudem skandinavischer Meister im Einzelzeitfahren.
Zweimal, 1912 und 1920, nahm Persson an Olympischen Sommerspielen teil: 1912 in Stockholm wurde er Neunter im olympischen Einzelzeitfahren, das über die Strecke von Rund um Mälaren führte; das schwedische Team mit Persson, Erik Friborg, Algot Lönn und Ragnar Malm errang in der Mannschaftswertung im Straßenrennen Gold. 1920 in Antwerpen belegte er im olympischen Einzelzeitfahren beim Sieg von Harry Stenquist den zwölften Platz und gewann in der Mannschaftswertung (Sigfrid Lundberg, Ragnar Malm, Harry Stenqvist) Silber.